# وادي الشارف
وادي الشارف هو أحد الوديان في ولاية قالمة، ويعد الوادي من الأودية المهمة في الولاية.

## عن الوادي
يقع في ملتقى جريان مياه جبال سوق أهراس، حيث يتجمع الماء (في سد واد الشارف الذي شيد في ثمانينيات القرن الماضي بين قصر الصبيحي ولاية أو البواقي وسدراتة ولاية سوق أهراس المستفيدتان بالدرجة الأولى بمياه السقي في قرية تسمى سطارة وواد بوحمدان القادم من مرتفعات برج صباط بولاية قالمة ويلتقيان في بلدية مجاز عمار ليكونا واد الشارف وبوحمدان) واد سيبوس الذي يصب في البحر بالحي الشعبي سيبوس في مدينة عنابة.